# 横浜貿易会館
横浜貿易会館（よこはまぼうえきかいかん）は、神奈川県横浜市中区海岸通1丁目に所在する建築物である。横浜貿易協会ビルとも表記される。

## 歴史
1929年に、横浜貿易協会の事務所として建設された。同協会は1905年に横浜輸出協会として設立され、1919年に法人化。1927年に輸入関係団体の横浜盛港会と統合して横浜貿易協会となった。1937年には、海洋会館側の増築が完成した。

## 建築
大さん橋の入口の開港広場前交差点に面するL字型の建物で、3階に横浜貿易協会の事務所、1階・2階には北欧料理店「スカンディヤ」、1階にはハワイ料理店「サンアロハ」やフレンチレストラン「ポモドーロ」などが営業している。内装は漆喰仕上げで、竣工当時からの床のオーク材は健在である
本ビルの海岸通側は横浜海洋会館、大さん橋側はジャパンエキスプレスビルに隣接する。横浜海洋会館は本ビルと同じく大倉土木の設計・施工で、スクラッチタイル仕上げの良く似た外観をもつ。ジャパンエキスプレスビルは本ビルの施工監理にも携わった川崎鉄三の設計である。
開港広場前交差点を挟みシルクセンターや横浜開港資料館があり、横浜の旧来からの港湾地区の中心に位置する。本ビルおよびその周辺は「ミナト・ヨコハマ」を感じさせる景観として、しばしば風景画に描かれたりロケーション撮影に使用されたりしている。